# Sigma-algebră
Sigma-algebra reprezintă o noțiune de bază în cadrul teoriei măsurii. Are aplicații în teoria probabilității și în stocastică.

## Definiție
Considerăm mulțimea {\displaystyle \Omega }. Notăm {\displaystyle {\mathcal {P}}(\Omega )} mulțimea submulțimilor acesteia. Atunci o submulțime {\displaystyle {\mathcal {A}}} a {\displaystyle {\mathcal {P}}(\Omega )}, i.e. {\displaystyle {\mathcal {A}}\subseteq {\mathcal {P}}(\Omega )} se numește "σ- Algebră" dacă:
1. Mulțimea de bază {\displaystyle \Omega \,} este element al lui {\displaystyle {\mathcal {A}}} :
{\displaystyle \Omega \in {\mathcal {A}}} .
2. Dacă {\displaystyle {\mathcal {A}}} conține o mulțime A, atunci conține și complementara acesteia {\displaystyle A^{c}=\Omega \setminus A} :
{\displaystyle A\in {\mathcal {A}}\Rightarrow A^{\mathrm {c} }\in {\mathcal {A}}}
3. Dacă un număr infinit de mulțimi aparțin lui {\displaystyle {\mathcal {A}}} , atunci și reuniunea acestora va fi element al lui {\displaystyle {\mathcal {A}}} :
{\displaystyle A_{1},A_{2},\dots \in {\mathcal {A}}\Rightarrow \bigcup _{n\in \mathbb {N} }{A_{n}}\in {\mathcal {A}}}

## Consecințe
- Din condițiile 1 și 2 rezultă:

{\displaystyle \emptyset \in {\mathcal {A}}} .
- Dacă {\displaystyle A_{n}\in {\mathcal {A}}} unde {\displaystyle n\in \mathbb {N} } , atunci din legile lui De Morgan rezultă:

{\displaystyle \bigcap _{n\in \mathbb {N} }{A_{n}}=\left(\bigcup _{n\in \mathbb {N} }{A^{\mathrm {c} }}\right)^{c}} .
- De aici rezultă imediat că, dacă {\displaystyle A_{1},A_{2},\dots \in {\mathcal {A}}} , atunci:

{\displaystyle \bigcap _{n\in \mathbb {N} }{A_{n}}\in {\mathcal {A}}} .
- Dacă {\displaystyle A,B\in {\mathcal {A}}} atunci

{\displaystyle A\setminus B=A\cap B^{\mathrm {c} }\in {\mathcal {A}}} .
Așadar, {\displaystyle {\mathcal {A}}} este închisă în raport cu diferența mulțimilor.

## Exemple
- σ- algebră trivială (discretă):

{\displaystyle {\mathcal {A}}={\mathcal {P}}(\Omega )} .
- σ - algebră grosieră:

{\displaystyle {\mathcal {A}}=\{\emptyset ,\Omega \}} .